# Барнук I
Барнук I (*груз. ბარნუკი; д/н — бл. 640) — 1-й патрикій (правитель) Лазики близько 591—640 років.

## Життєпис
Відомості про нього обмежені. Можливо був якимось родичем Цате II або Губаза II — сином, небіжем або шваргом. Низка дослідників ототожнюють його з Барнуком, архонтом Абазгії, що панував у 610—640 роках, що збігається з часом панування Барнука I в Лазиці.
Ймовірно внаслідок погіршення зовнішньої ситуації для Лазики, посилення візантійського впливу у власне Лазіці, а також погіршення ставлення до візантійців в північних землях царства — Абазгії і Апсілії, відбувається розпад держави. Візантія проводила політику поступового поглинання, що спричинило низку повстання. Тому Барнука не було визнано царем, а натомість надано титул патрикія. Це сталося десь до 610 року, можливо близько 591 року, коли імператор Маврикій досяг помітних успіхів у війні з Персією..
Почав боротьбу за відновлення влади над Абазгією та Апсілією, чому сприяло збереження виборності архонті (правителів) цих земель. Цьому сприяв розгардіяш в Візантії, де імператор Фока мав труднощі. З 607 року перейшов на бік перського шахіншаха Хосрова II. допомогаючи тому у оволодінні Малою Азією.
623 року поразки персів змусили царя лазики знову визнати зверхність Візантії. Але 624 року спробував повстати, але зазнав поразки. З цього часу зберігав вірність Візантії. Угодою 628 року між Візантією і Персією Лазика залишилася у сфері впливу першої.
Йому спадкував син або небіж Лебарнік, з яким часто плутають Барнука I.